# Natale Picano
Natale Picano (Palermo, 16 ottobre 1952) è un dirigente sportivo, allenatore di calcio ed ex calciatore italiano, di ruolo difensore.

## Carriera

### Giocatore
Libero di ruolo, inizia la prima stagione in un campionato professionistico nel 1973-1974 con la maglia del Trapani, dopo esser cresciuto nella Bacigalupo.
Dopo varie stagioni in Serie C con Trapani, e una con Campobasso, disputa due campionati di Serie B col Taranto dal 1979 al 1981, restando in Puglia per altre due stagioni dopo la retrocessione in Serie C1.
Dopo un altro anno in Serie C1 con la Casertana, nel 1984 passa pochi mesi al Palermo, ma il tecnico Domenico Rosati gli preferisce Claudio Ranieri e quindi ritorna in C1 alla Ternana.
Nel 1985-1986 gioca con l'Empoli in Serie B, contribuendo alla prima storica promozione dei toscani in Serie A. A 34 anni è capitano della squadra nella stagione 1986-1987 nel massimo campionato, nel quale totalizza 10 presenze complessive. Nel 1987-1988 torna a Trapani in Serie C2.
In carriera ha totalizzato complessivamente 10 presenze in Serie A e 103 presenze e 2 reti in Serie B.

### Dopo il ritiro
Intrapresa la carriera di tecnico, è divenuto selezionatore della Rappresentativa Juniores Sicula della Lega Nazionale Dilettanti.
Da dirigente è stato direttore sportivo dell'Audace Monreale, società di Eccellenza Siciliana girone A.

## Palmarès
- Campionato italiano Serie D: 1

Trapani: 1971-1972 (girone I)